# Sandrine Blazy
Pour les articles homonymes, voir Blazy.
Sandrine Blazy est professeure d'informatique à l'université de Rennes, spécialiste de vérification formelle de programmes. Elle effectue ses recherches à l'Institut de recherche en informatique et systèmes aléatoires de Rennes. En 2023, elle reçoit la médaille d'argent du CNRS.

## Biographie
Sandrine Blazy étudie l'informatique à l'École nationale supérieure d'informatique pour l'industrie et l'entreprise, elle y reçoit un diplôme d'ingénieur en 1990. La même année elle obtient son master à Sorbonne Université. Elle mène ses travaux de recherche au Conservatoire national des arts et métiers et soutient sa thèse sur le langage de programmation Fortran en 1993. En 2008, Elle décroche son habilitation universitaire à l'université d'Évry. En 2009, elle devient professeure d'informatique à l'université de Rennes. Elle est directrice ajointe de l'Institut de recherche en informatique et systèmes aléatoires depuis janvier 2021.

## Travaux
Ses recherches portent sur le développement de logiciels sécurisés à l'aide d'outils issus de la méthode formelle tels que des assistants de preuve. Depuis 2003, elle développe, avec Xavier Leroy, CompCert, le premier compilateur pour le langage C vérifié à l’aide du logiciel Rocq. CompCert est récompensé par l'Association for Computing Machinery avec le Prix ACM Software System en 2021 notamment.
En 2023, elle reçoit la médaille d'argent du CNRS pour ses travaux.

## Distinctions et récompenses
- 2023 : Médaille d'argent du CNRS[5]